# Gertrude E. Demain Hammond
Gertrude Demain Hammond o la Sra. McMurdie (Londres, 1862 -  Worthing, 21 de julio de 1952 ) fue una pintora e ilustradora británica de libros infantiles. 
Es reconocida por el diseño gráfico y la tipografía. Expuso en Londres a partir de 1886 en la Royal Academy y Suffolk Street. Su obra Memories de 1904 se incluyó en el libro Women Painters of the World.

## Biografía
Hammond ilustraba tanto en blanco y negro como en acuarelas. Su hermana mayor Christiana tuvo éxito como ilustradora de pluma, mientras que su hermano menor, Percy, era un artista de vitrales. Siendo hija de un empleado de banco, tuvo la oportunidad de estudiar en la Escuela de Arte de Lambeth y en las Escuelas de la Royal Academy. En 1898 contrajo matrimonio con Henry McMurdie, pero la artista continuó exhibiendo y publicando su obra con su nombre de soltera. La pareja residió en St. Paul's Studios en Hammersmith, al oeste de Londres, que en esa época era conocida por ser colonia de artistas.

## Trayectoria
Hammond se ganaba la vida a través de ilustraciones en blanco y negro, contribuyendo a una gran cantidad de revistas de Londres como The Yellow Book e ilustrando obras literarias de Shakespeare, Charles Dickens y Edmund Spenser. La visión de Hammond fue coherente con la de otros pintores-ilustradores de principios de siglo y estuvo moldeada por el estilo medieval introducido por los prerrafaelitas. Expuso con frecuencia en el Royal Institute of Painters in Water Colours.
A lo largo de su carrera, Hammond luchó activamente  contra la desigualdad de género. Frecuentemente  firmaba sus ilustraciones como “G. Demain Hammond”, ocultando su nombre femenino con el fin de asegurar una compensación justa por su trabajo. Su hermana  adoptó una estrategia similar firmando su trabajo como “Chris Hammond” en lugar de usar su nombre completo. En 1892, las hermanas formaron parte de las pocas mujeres  ilustradoras de The Idler. Un año más tarde, Jerome K. Jerome se hizo cargo de la revista y dejó dejó de encargar trabajos a mujeres. Hammond también expresó su descontento sobre esta discriminación a través de algunas de sus obras artísticas.
En su acuarela de 1903, A Reading From Plato, Hammond representa a una mujer aristocrática  reflexionando  sobre el lenguaje de Platón, posiblemente considerando la filosofía, la teoría política, la metafísica y otras ideas que normalmente se consideraban temas de dominio  masculino. En ese momento, las mujeres británicas no tenían derecho al voto, un privilegio que no obtendrían hasta pasados 25 años.
Hammond como pintora e ilustradora de libros infantiles contribuyó con  muchas obras a lo largo de su trayectoria. Una de estas obras  fue Shakespeare as Children's Literature: Edwardian Retellings in Words and Pictures de Velma Bourgeois Richmond, este libro tenía como objetivo principal hacer que la literatura de Shakespeare fuera más accesible para los menores y fomentar su interés en las Humanidades y en la lectura.
Sus pinturas e ilustraciones se centraban en retratos, escenas de interiores y temas literarios, todos ejecutados con la técnica de la acuarela. Tuvo la oportunidad  de exponer en la Royal Academy y en  el Royal Institute of Painters in Water-Colors, allí en 1881, expuso la acuarela titulada "Youth's Spring-Tribute", que ilustraba parte de una secuencia de poemas de "The House of Life" de Dante Gabriel Rossetti. Esta obra fue reproducida posteriormente  en una publicación de un libro de cumpleaños eduardiano en 1905, The Beautiful Birthday Book.

## Galería

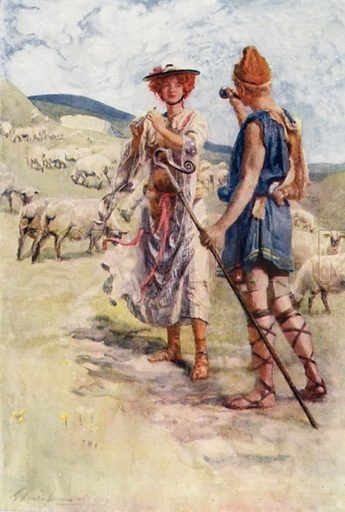
Calidore and Pastorella
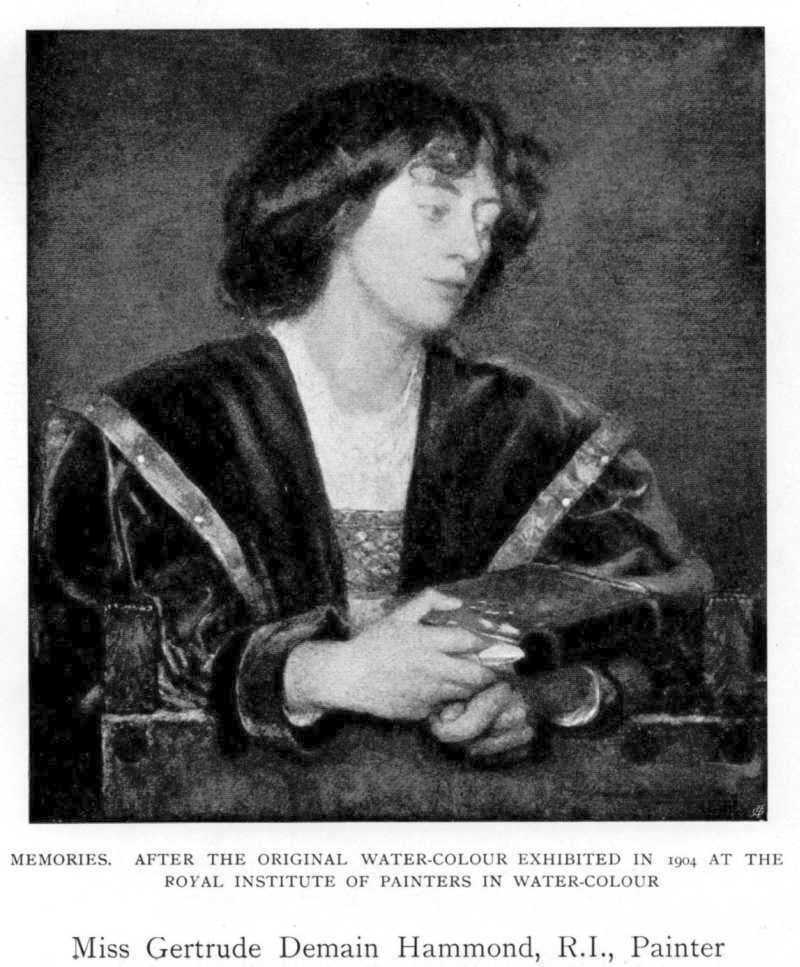
Memories
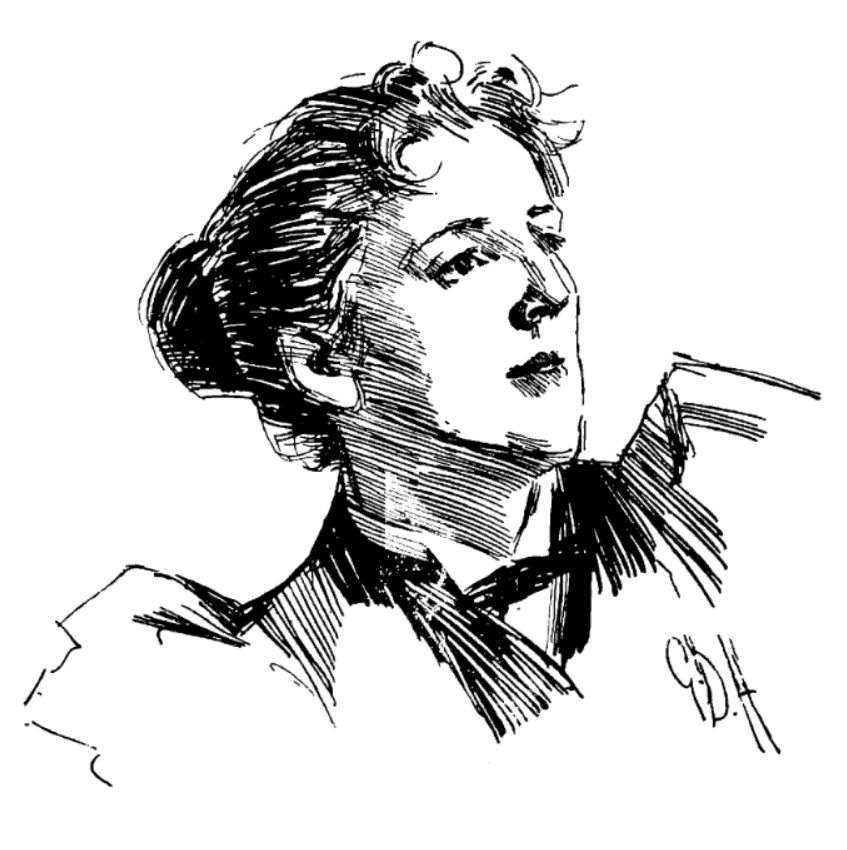
Memories
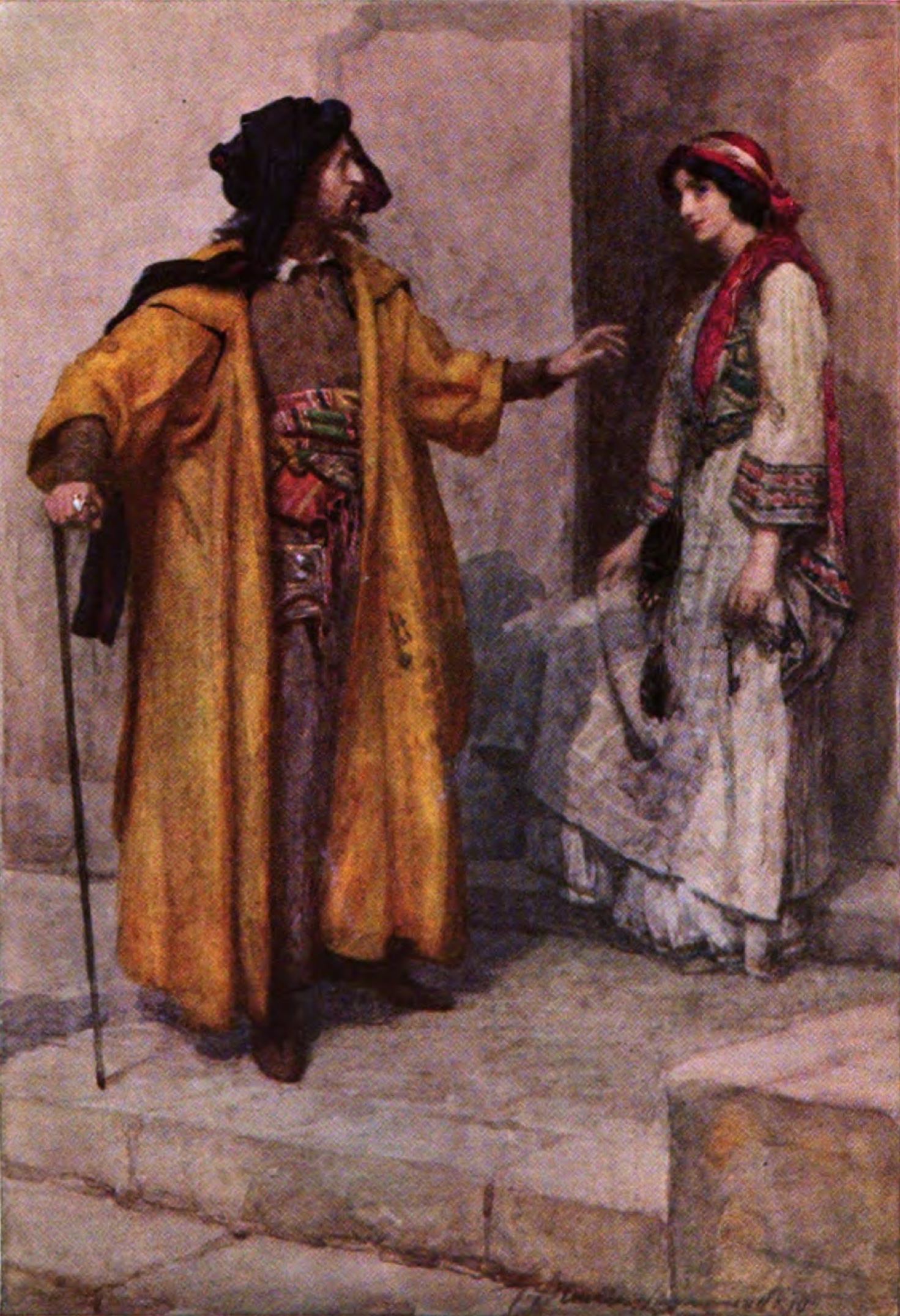
Stories from Shakespeare (1910) - Jessica
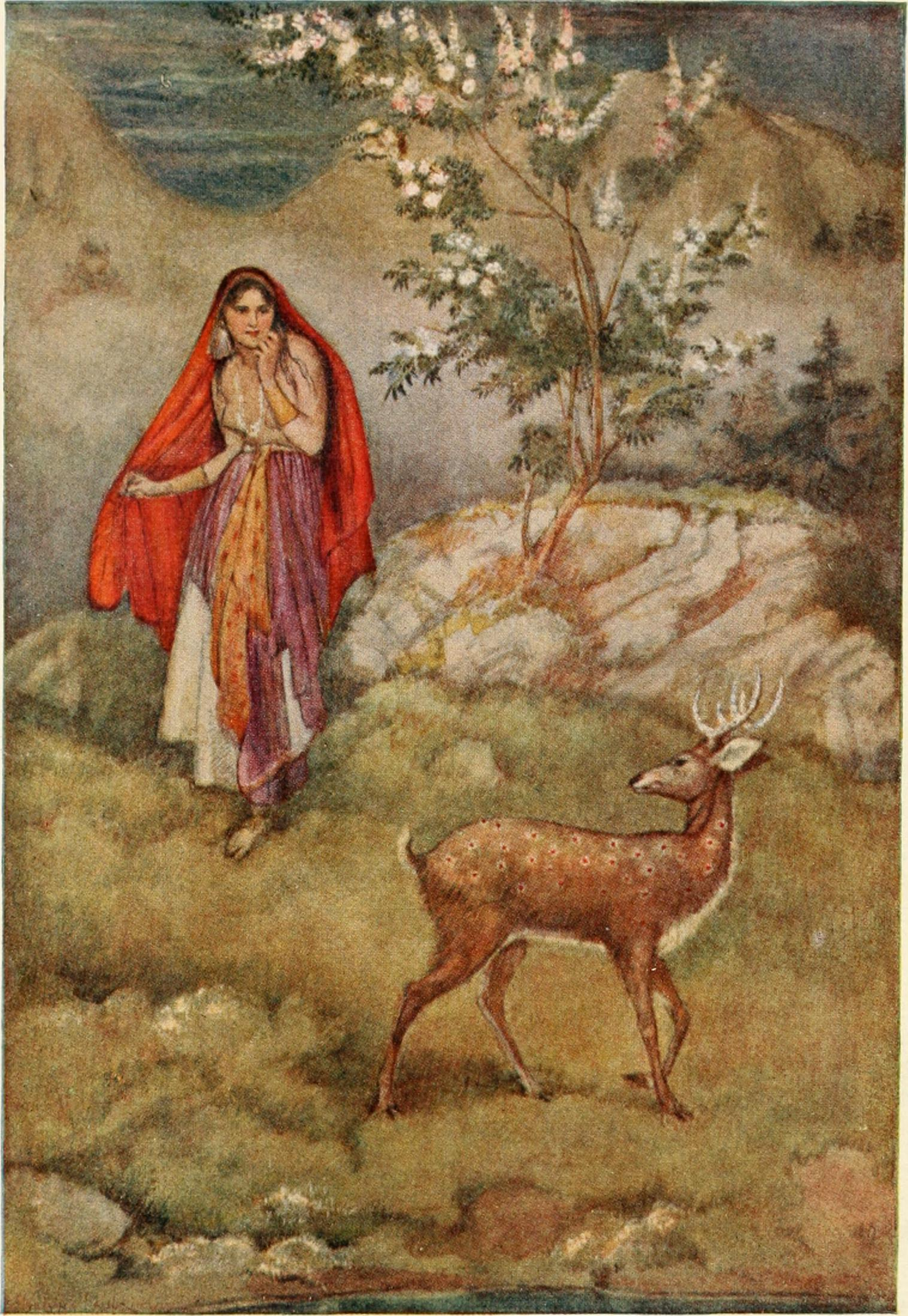
Stories of India's gods and heroes (1911)

## Publicaciones
- The Story of Hereward - The Champion of England, novela de Douglas C. Steadman BA, ilustrada por Gertrude Demain Hammond RI, pub. 1908 por George G. Actually y Co.
- Historias deStories From The Faerie Queene Retold From Spenser , novela de Laurence H. Dawson, ilustrada por Gertrude Demain Hammond, pub. 1911-1912 por McClelland & Goodchild Limited Publishers.[6]
- Hero-Myths and Legends of the British Race, novela de MI Ebbutt, ilustrada por JHF Bacon, Gertrude Demain Hammond, WH Margetson, Byam Shaw y Patten Wilson, pub. 1910 por Thomas Y. Crowell.[7]
- Jasper: A Story for Children, novela de la Sra. Molesworth, ilustrado por Gertrude Demain Hammond, pub. 1906 por Londres: Macmillan and Co.[8]
- The Spell, novela de William Dana Orcutt, ilustrada por Gertrude Demain Hammond, pub. 1909 por los editores Harper & Brothers.[9]
- Tales From Shakespeare, novela de Charles Lamb y Mary Lamb, ilustrada por Gertrude Demain Hammond, pub. 1878 por Nueva York: Thomas Y. Crowell.[10]
- Arethusa, novela de F. Marion Crawford, ilustrada por Gertrude Demain Hammond, pub. 1907 por Nueva York, Londres, Macmillan.[11]
- Faeries Afield, novela de Mrs. Molesworth, ilustrado por Gertrude Demain Hammond, pub. 1911 por Londres; Macmillan y compañía[12]
- A Girl in Springtime, novela de Jessie Mansergh, ilustrada por Gertrude Demain Hammond, pub. 1897 por Blackie and Son Limited, Londres.
- Shakespeare’s Stories of the English Kings, novela de Thomas Thellusson, ilustrada por Gertrude Demain Hammond, pub. 1912 por Londres: GG Marian.[13]
- Two Maiden Aunts, novela de Mary H. Debenham, ilustrada por Gertrude Demain Hammond, pub. 1895 por Nueva York: Thomas Whittaker.[14]
- The Beautiful Birthday Book, ilustrado por Gertrude Demain Hammond, pub. 1905 por A & C Black, Londres.
- Complete Works of George Eliot, novela de George Eliot, ilustrada por Gertrude Demain Hammond y Frederick L. Stoddard, pub. 1908 por Londres: Postlethwaite, Taylor & Knowles, Ltd.
- Complete Works of George Eliot, novela de Charles Dickens, ilustrada por Gertrude Demain Hammond, pub. 1921 por Nueva York : Dodd, Mead.
- Fairies of Sorts, novela de la Sra. Molesworth, ilustrado por Gertrude Demain Hammond, pub. 1908 por Londres: Macmillan and Company.
- Dimsie Moves Up Again, historia de Dorita Fairlie Bruce, ilustrada por Gertrude Demain Hammond, pub. 1925 por Humphrey Milford, Oxford University Press.